# Hadí tanec
Hadí tanec je televizní film České televize, který měl premiéru na programu prvním kanálu České televize, 30. ledna 2005. Film pojednává o domácím násilí a jeho dopadech.
Film byl natočen na jaře roku 2004. Oba hlavní představitelé byli za svůj výkon nominováni na televizní cenu Elsa. Film byl dobře hodnocen i diváky.

## Děj
Děj začíná v psychiatrické léčebně, kde je Olga umístěna ve chvíli, když za ní přijde psycholog (František Němec) a její sestra (Nela Boudová). Tam mu začne vyprávět celý sled událostí od začátku.
Olga Borská (Ivana Chýlková) zahájila po dostudování vysoké školy úspěšnou kariéru překladatelky a tlumočnice. Jenže trpěla komplexy nezájmem u mužů. A tak si ve 27 letech vzala o 20 let staršího Vladimíra Borského (Alois Švehlík), muže s nižším vzděláním. Na první pohled je jasné, že Olga zůstane doma se 3 dětmi a manželem, který jí dělá ze života peklo. Z Olgy se stala služka, od které se očekává stoprocentní péče bez nároku na vděk a uznání. Od prvních malých slovních přestřelek dojde k fyzickému napadání. Po setkání se spolužačkou Evou (Jitka Schneiderová) se Olze změní svět.
Je přivedena zpátky mezi lidi a opět může využít svých znalostí cizích jazyků a je opět šťastná. Na nějaký čas se Vladimír odstěhuje ke své bývalé ženě a Olga opět volně žije se svými 3 dětmi.
Vše nakonec vyvrcholí posledním Olžiným ponížením, když jí Vladimír namluví, že jedou do divadla. Jenže zabočí od města a vyveze ji za město. Tam ji hrubě fyzicky napadne, až je donucena jet na policii ohlásit manželovy přestřelky. Když Olgu přiveze policie zpět domů, vše vyvrcholí poslední kapkou a vraždou Vladimíra, když mu Olga v sebeobraně zabodla do břicha nůžky a nechala ho v koupelně vykrvácet.